# Axel Prahl

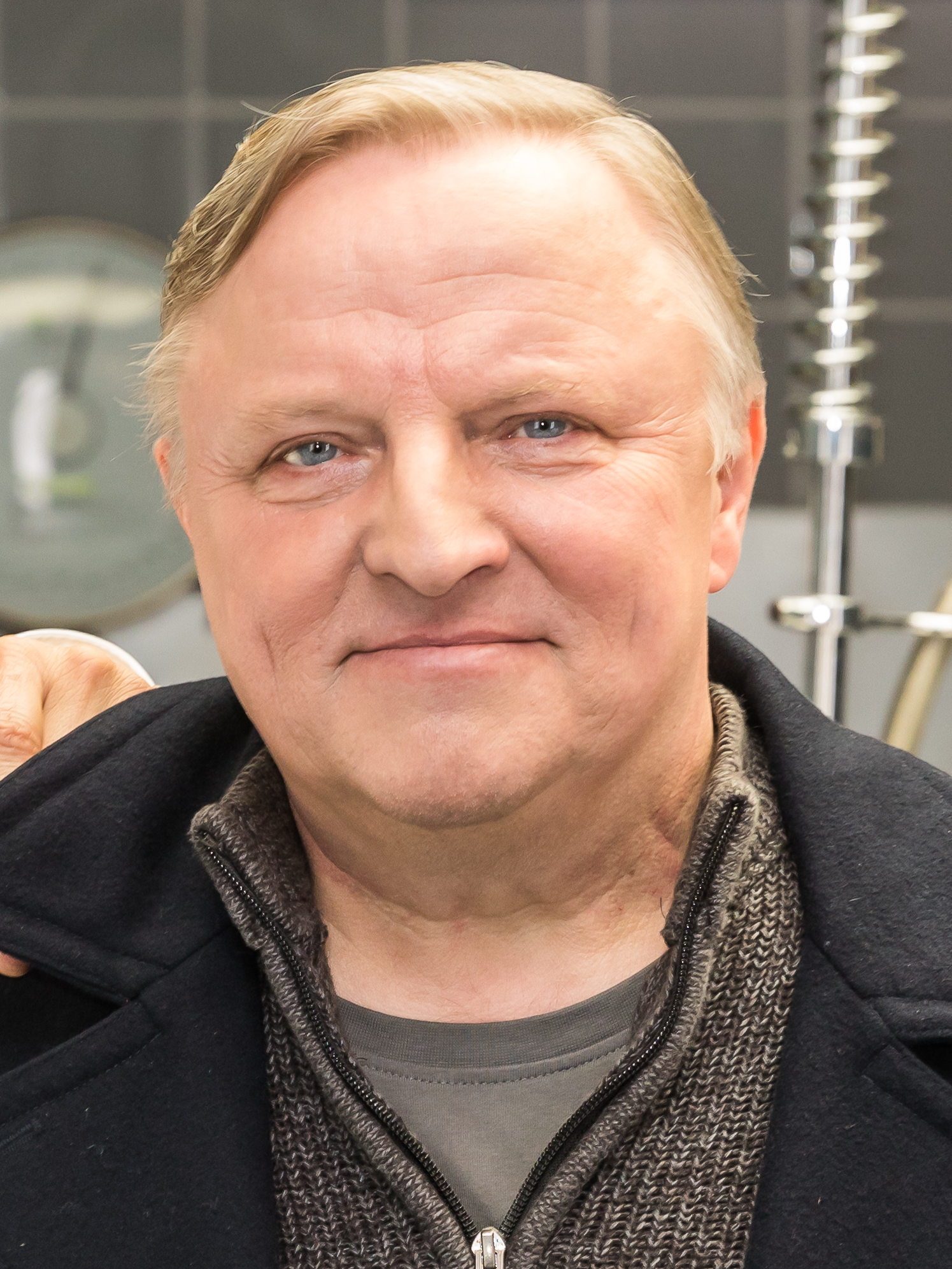
Axel Prahl, 2019

Axel Ferdinand Konstantin Prahl (* 26. März 1960 in Eutin) ist ein deutscher Schauspieler, Synchronsprecher und Musiker. Einem breiten Publikum ist er seit 2002 als Kriminalhauptkommissar Frank Thiel im Münsteraner Tatort bekannt.

## Leben

### Herkunft, Jugend und Ausbildung
Axel Prahl wurde als Sohn von Heinz Prahl und seiner Frau Rita Prahl, geborene Haferbecker, in Eutin geboren und wuchs mit seinem Bruder Udo Prahl in Neustadt in Holstein auf. Seine Mutter war Verkäuferin, der Stiefvater Dieter Koziol (1945–2019) diente als Obermaat auf einem U-Boot bei der Marine und war später als Vermittler beim Arbeitsamt beschäftigt. Als Jugendlicher spielte Prahl Irish Folk. Im Alter von 14 Jahren nahm er an einem Musikwettbewerb in seiner Heimatstadt teil, den er gewann und sich dadurch für dessen Fortsetzung auf Landesebene qualifizierte. Aus Angst davor, der Erfolg könne sein Leben verändern, verzichtete er dann eigener Aussage zufolge aber auf die Teilnahme. Dieser Darstellung aus einem Interview aus dem Jahr 2013 widersprach Prahl 2024 in einer Fernsehsendung, in der er einräumte, dass ihm die Fortsetzung des Wettbewerbs auf Landes- und Bundesebene zu dem Zeitpunkt nicht bekannt war. Nach dem Hauptschulabschluss legte Prahl die Mittlere Reife auf einer Berufsfachschule ab (schulbegleitend war ein einjähriges Praktikum in der Metallverarbeitung), lebte zeitweilig als Straßenmusiker in Spanien und besuchte anschließend das Fachgymnasium, auf dem er das Abitur auf dem zweiten Bildungsweg nachholte. Danach studierte er Mathematik und Musik an der Pädagogischen Hochschule in Kiel, brach das Studium aber nach fünf Semestern ab und jobbte als Bierfahrer, Gleisbauer und Kellner. Eine Mitbewohnerin riet ihm zum Besuch einer Schauspielschule. Schließlich absolvierte er von 1982 bis 1985 ein Schauspielstudium an der Schauspielschule Kiel.
Zu Schauspielschulzeiten musizierte Prahl (er hatte einen Elevenvertrag am Theater Kiel) und gründete anschließend die Band Impuls. Musik und Schauspiel liefen damals noch parallel, bis sich Prahl für die Schauspielerei entschied.

## Karriere

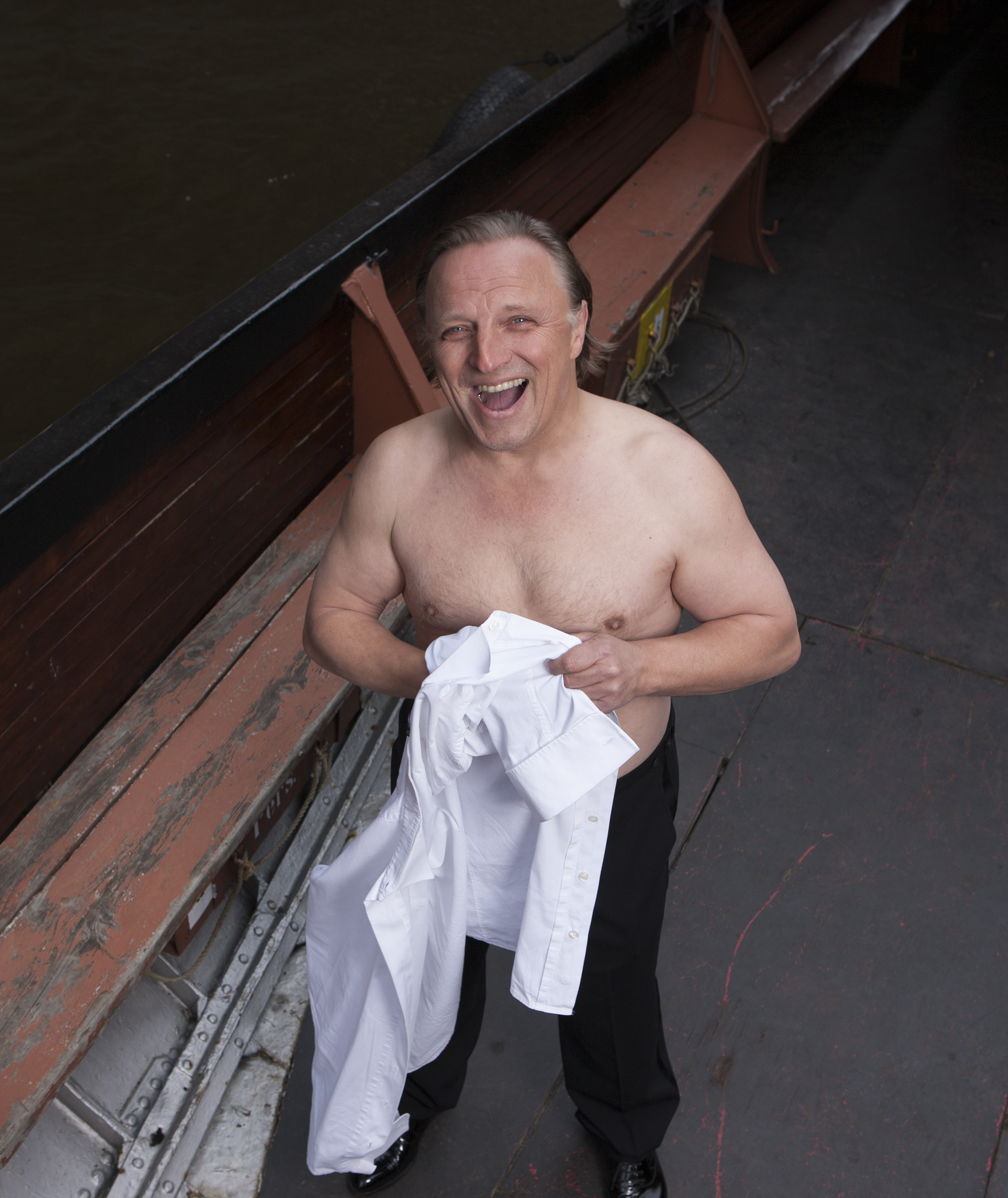
Axel Prahl fotografiert von Oliver Mark, Berlin 2009

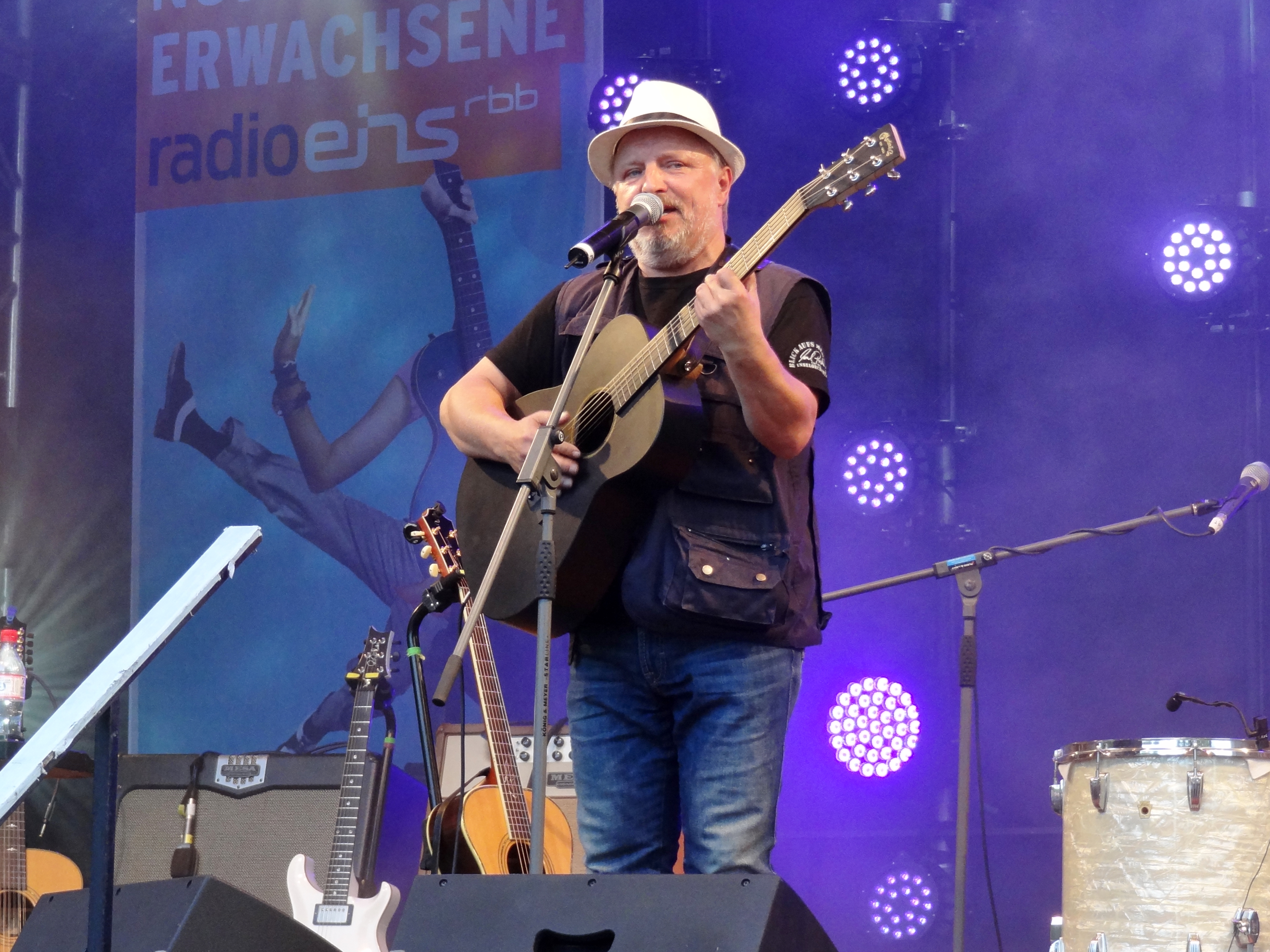
Axel Prahl beim Festival Inselleuchten in Marienwerder, 2016

Seine ersten Auftritte als Schauspieler hatte Prahl 1984. Ab 1992 hatte er Engagements in Berlin am Renaissance-Theater, am Grips-Theater und an den Kammerspielen des Deutschen Theaters.
Sein Fernsehdebüt gab Prahl 1992 in Max Färberböcks Schlafende Hunde. 1992 synchronisierte er Michael Chiklis in einer Folge der Serie Miami Vice. In Nachtgestalten, seinem ersten Kinofilm, spielte er 1999 in einer Nebenrolle einen Polizisten. Seitdem wurde er immer wieder in dieser Rolle besetzt, so in Die Polizistin, Die Hoffnung stirbt zuletzt und Der Grenzer und das Mädchen. Der Film Nachtgestalten markiert den Beginn einer erfolgreichen Zusammenarbeit mit dem Regisseur Andreas Dresen: Für Die Polizistin, Halbe Treppe und Willenbrock wurde Prahl mit diversen Darstellerpreisen, darunter dem Adolf-Grimme-Preis, ausgezeichnet. Seit 2002 bildet er als Hauptkommissar Frank Thiel zusammen mit Jan Josef Liefers das Ermittlerpaar in Münster für den Tatort des WDR.
Zu dem Kinofilm Du bist nicht allein steuerte Prahl 2007 mit einer Neuinterpretation des bekannten Schlagers auch das Titellied bei. Im Musikvideo zu dem Lied Wenn es passiert der Band Wir sind Helden ist er als Handelsvertreter zu sehen. Prahl und Andreas Dresen musizieren gemeinsam in einer Band ohne Namen, die unter anderem Coverversionen von Musiktiteln von Rio Reiser und Gerhard Gundermann in ihrem Repertoire hat. Seit 2007 fungiert Prahl als Gastgeber des jährlich stattfindenden Open-Air-Festivals Inselleuchten in Marienwerder, bei dem in illuminierter Kulisse Musik und Kleinkunst geboten werden. Neben der Moderation musiziert und improvisiert er dort selbst. Prahl ist Mitglied im Verein Kulturreich Barnim, der für die Finanzierung des Festivals zuständig ist.
Am 27. Februar 2009 erschien das Hörbuch Wo die wilden Maden graben von Thorsten Nagelschmidt, auf dem Prahl neben Farin Urlaub als Gastsprecher zu hören ist. Seit 2010 ist Prahl wiederkehrender Sprecher für die literarische Kinder-Hörfunksendung Ohrenbär. Das Hörbuch North Western sprach Prahl 2013 ein.
Im Jahr 2014 spielte er in der Verwechslungskomödie Die Lichtenbergs – zwei Brüder, drei Frauen und jede Menge Zoff die Doppelrolle der titelgebenden eineiigen Zwillinge Jochen und Christian Lichtenberg.
Auf dem im September 2016 erschienenen Album Ich bin der Boss der Berliner Band Knorkator singt Prahl das Lied Setz dich hin, in dessen Musikvideo er ebenfalls als Sänger auftritt.
Für den Film Gloria, die schönste Kuh meiner Schwester (2019), in dem er den Bruder der von Dagmar Manzel gespielten brandenburgischen Bäuerin Jutta Pohlmann spielt, schrieb Prahl erstmals Filmmusik. Das von ihm komponierte Lied spielte er für den Film selbst auf dem Klavier ein. 2020 war er neben Sängerin Vanessa Mai deren Filmvater Wim in dem ARD-Fernsehdrama Nur mit Dir zusammen. Im Film ist sein Kinderlied In meinem Traum und das Lied Ritual zu hören. Ferner entstand mit Spiegel, Spiegel ein Duett mit Mai, das auf deren erschienenen sechsten Studioalbum Für immer enthalten ist. In Ute Wielands Fernsehfilm Eisland (2021) spielte er an der Seite des Schlagersängers Roland Kaiser den Tiefkühlkostlieferanten Marko. Gemeinsam mit Kaiser und seinem Schauspielkollegen Jan Josef Liefers nahm er ebenfalls 2021 eine Coverversion von John Lennons Happy Xmas (War Is Over) auf.
Im Juli 2025 beteiligte sich Prahl mit seiner Band sowie dem Staats- und Domchor Berlin und dem Mädchenchor der Sing-Akademie zu Berlin ehrenamtlich am Erinnerungsprojekt zu Curt Bloch und interpretierte für die Onlinepräsentation musikalisch eines von 492 Gedichten, die der Jude Bloch in seinem niederländischen Versteck vor den Nationalsozialisten schrieb.

### Privates
Axel Prahl hat aus erster Ehe zwei Töchter, von denen eine ebenfalls den Schauspielberuf ergriff, aus zweiter Ehe ein Zwillingspärchen. Seit 2014 ist er in dritter Ehe mit Silja Prahl verheiratet. Seit 1992 lebt er in Berlin.

## Filmografie

### Kino
- 1999: Nachtgestalten (Regie: Andreas Dresen)
- 2000: alaska.de (Regie: Esther Gronenborn)
- 2000: Herzrasen (Regie: Hanno Brühl)
- 2000: Zoom (Regie: Otto Alexander Jahrreiss)
- 2001: Der Pianist (Regie: Roman Polański)
- 2001: Liebe und Verrat (Regie: Mark Schlichter)
- 2002: Halbe Treppe (Regie: Andreas Dresen)
- 2003: Befreite Zone (Regie: Norbert Baumgarten)
- 2005: Willenbrock (Regie: Andreas Dresen)
- 2008: Die Schimmelreiter (Regie: Lars Jessen)
- 2005: Sommer vorm Balkon (Regie: Andreas Dresen)
- 2006: Die Wilden Hühner (Regie: Vivian Naefe)
- 2007: Du bist nicht allein (Regie: Bernd Böhlich)
- 2008: Friedliche Zeiten (Regie: Neele Vollmar)
- 2008: Mondkalb (Regie: Sylke Enders)
- 2008: Der Rote Baron (Regie: Nikolai Müllerschön)
- 2008: Stella und der Stern des Orients (Regie: Erna Schmidt)
- 2008: Sommersonntag (Regie: Fred Breinersdorfer, Siegfried Kamml)
- 2009: Berlin 36 (Regie: Kaspar Heidelbach)
- 2009: Dorfpunks (Regie: Lars Jessen)
- 2010: Hier kommt Lola! (Regie: Franziska Buch)
- 2011: Der ganz große Traum (Regie: Sebastian Grobler)
- 2011: In der Welt habt ihr Angst (Regie: Hans W. Geißendörfer)
- 2012: An Enemy to Die For (En fiende att dö för) (Regie: Peter Dalle)
- 2014: Alles inklusive (Regie: Doris Dörrie)
- 2014: Rico, Oskar und die Tieferschatten (Regie: Neele Vollmar)
- 2014: Harms (Regie: Nikolai Müllerschön)
- 2014: Kafkas Der Bau (Regie: Jochen Alexander Freydank)
- 2017: Timm Thaler oder das verkaufte Lachen (Regie: Andreas Dresen)
- 2018: Gundermann (Regie: Andreas Dresen)
- 2019: Das Ende der Wahrheit (Regie: Philipp Leinemann)
- 2022: Die Geschichte der Menschheit – leicht gekürzt

### Fernsehen

#### Fernsehfilme
- 1992: Schlafende Hunde (Regie: Max Färberböck)
- 1994: Das Phantom – Die Jagd nach Dagobert (Regie: Roland Suso Richter)
- 2000: Die Polizistin (Regie: Andreas Dresen)
- 2001: Die Hoffnung stirbt zuletzt (Regie: Marc Rothemund)
- 2001: Rette deine Haut (Regie: Lars Becker)
- 2003: Das Wunder von Lengede (Regie: Kaspar Heidelbach)
- 2005: Der Grenzer und das Mädchen (Regie: Hartmut Schoen)
- 2006: Nicht alle waren Mörder (Regie: Jo Baier)
- 2006: Die Mauer – Berlin ’61 (Regie: Hartmut Schoen)
- 2008: Liesl Karlstadt und Karl Valentin (Regie: Jo Baier)
- 2008: Die Weisheit der Wolken (Regie: Lars Becker)
- 2008: Die Patin – Kein Weg zurück (Regie: Miguel Alexandre)
- 2009: Die Wölfe (Regie: Friedemann Fromm)
- 2009: Zwölf Winter (Regie: Thomas Stiller)
- 2011: Die Lehrerin (Regie: Tim Trageser)
- 2011: Die Sterntaler (Regie: Maria von Heland)
- 2012: Das Millionen Rennen (Regie: Christoph Schnee)
- 2014: Die Lichtenbergs – zwei Brüder, drei Frauen und jede Menge Zoff (Regie: Matthias Tiefenbacher)
- 2014: Die Mutter des Mörders (Regie: Carlo Rola)
- 2015: Die Himmelsleiter (Regie: Carlo Rola)
- 2017: Vadder, Kutter, Sohn (Regie: Lars Jessen)
- 2018: Extraklasse (Regie: Matthias Tiefenbacher)
- 2018: Das Märchen von der Regentrude (Regie: Klaus Knoesel)
- 2019: Gloria, die schönste Kuh meiner Schwester (Regie: Ingo Rasper)
- 2020: Nur mit Dir zusammen (Regie: Stefan Bühling)
- 2021: Extraklasse 2+ (Regie: Matthias Tiefenbacher)
- 2021: Eisland (Regie: Ute Wieland)
- 2022: Honecker und der Pastor
- 2022: Extraklasse – On Tour (Regie: Sinan Akkus)
- 2023: Die Himmelsleiter (Fernsehminiserie, 2 Folgen)
- 2023: Das Traumschiff – Walvis Bay (Regie: Philipp Osthus)

#### Fernsehserien und -reihen
- 1994: Bella Block: Die Kommissarin (Regie: Max Färberböck)
- 2000: Adelheid und ihre Mörder – Folge: Der Ruf des Blutes (Regie: Stefan Bartmann)
- 2001: Balko – Folge: Der Aufstand (Regie: Daniel Helfer)
- 2002: Polizeiruf 110: Wandas letzter Gang (Regie: Bernd Böhlich)
- 2004: Nachtschicht – Vatertag (Regie: Lars Becker)
- 2006: Das Duo: Unter Strom (Regie: Urs Egger)
- 2010: Kommissar Stolberg – Folge: Folge: Ehebruch (Regie: Filippos Tsitos)
- 2011: Sesamstraße präsentiert: Eine Möhre für zwei – Folge: Pferd allein zu Haus
- 2017: Der gute Bulle (Regie: Lars Becker)

Tatort-Folgen als Hauptkommissar Frank Thiel

### Synchron- und Sprechrollen
- 2005: Die Rotkäppchen-Verschwörung (Hoodwinked!) als Wolf für Patrick Warburton
- seit 2012: Unser Sandmännchen als Geschichtenerzähler
- 2015: Ritter Trenk als Hans vom Hohenlob
- 2016: Angry Birds – Der Film (The Angry Birds Movie) als Bombe für Danny McBride
- 2018: Die kleine Hexe als Abraxas
- 2018: Käpt’n Sharky als Alter Bill
- 2018: Ritter Trenk op Platt als Hans vom Hohenlob (niederdeutsche Synchronfassung)
- 2020: Thin Ice (Fernsehserie 2020) als Martin Overgaard
- 2025: Sirāt

## Diskografie
- 2011: Du bist nicht allein – Axel Prahl feat. Jakob Ilja (Titelsong des gleichnamigen Films)
- 2011: Blick aufs Mehr – Axel Prahl & Das Inselorchester (zusammen mit Danny Dziuk)
- 2013: Blick aufs Mehr live – Axel Prahl & Das Inselorchester (zusammen mit Danny Dziuk)
- 2015: Leinen los – Axel Prahl, Andreas Dresen & Band
- 2016: Setz Dich Hin – Knorkator feat. Axel Prahl (Gesang)
- 2018: Mehr – Axel Prahl & das Inselorchester (zusammen mit Danny Dziuk)
- 2020: Spiegel, Spiegel – Vanessa Mai & Axel Prahl (Gastauftritt auf Für immer)
- 2021: Timpete – Axel Prahl & Das Inselorchester (zusammen mit Soni Code, Lukasz Konieczny)

## Hörbücher
- 2009: Sturmkap – um Kap Horn und durch den Krieg. Die unglaubliche Reise von Kapitän Jürgens. Von Stefan Kruecken. Ankerherz Audio, Appel, ISBN 3-940138-02-9.
- 2009: Charlie steckt fest Von Hilary McKay, gelesen von Axel Prahl, Patmos audio
- 2009: Charlie zieht aus Von Hilary McKay, gelesen von Axel Prahl, Patmos audio
- 2009: Wo die wilden Maden graben. Von Nagel, gelesen von Nagel, Farin Urlaub und Axel Prahl, Ventilverlag, ISBN 978-3-491-91308-0.
- 2010: Seefahrt mit Kartoffel. Von Ariane Grundies, gelesen von Axel Prahl, Rundfunk Berlin-Brandenburg/Ohrenbär, Berlin.[14]
- 2011: Wenn man bedenkt, dass wir alle verrückt sind … Von Mark Twain, gelesen von Axel Prahl und Jan Josef Liefers. Random House Audio, Köln, ISBN 3-8371-0910-0.
- 2012: North Western. Von Mark Sundeen, gelesen von Axel Prahl und Holger Gertz. Ankerherz Audio, ISBN 978-3-940138-24-8.
- 2014: Wunderbar weihnachtlich. Von Annette Herzog, gelesen von Axel Prahl, Rundfunk Berlin-Brandenburg/Ohrenbär, Berlin.[22]
- 2015: Der treue Freund Von Silja Prahl, gelesen von Axel Prahl. Sony Music Entertainment Germany GmbH.[23]
- 2021: Die ??? und die schwarze Katze, von William Arden, gelesen von Axel Prahl. Europa.
- 2022: Hoch lebe Doktor Zange! Von Annette Herzog, gelesen von Axel Prahl, Rundfunk Berlin-Brandenburg/Ohrenbär, Berlin.[24]
- 2022: Erfinderwettstreit in der ‚Kuhlen Birne‘. Von Lothar Stemwedel, gelesen von Axel Prahl, Rundfunk Berlin-Brandenburg/Ohrenbär, Berlin.[25]
- 2023: Vom kleinen Tier, das nicht wusste, wer es war. Von Nicole Röndigs, gelesen von Axel Prahl, Rundfunk Berlin-Brandenburg/Ohrenbär, Berlin.[26]
- 2023: Pelle macht Karriere. Von Katja Reider, gelesen von Axel Prahl, Rundfunk Berlin-Brandenburg/Ohrenbär, Berlin.[27]

## Hörspiele (Auswahl)
- 2005: Werner Buhss: Kaugummimonat – Regie: Martin Zylka (Kriminalhörspiel – Deutschlandradio Kultur)
- 2007: Wolfgang Zander: Big Jump oder Charlotte träumt – Regie: Beatrix Ackers (Kinderhörspiel – DKultur)
- 2018: Juli Zeh: Unterleuten – Regie: Judith Lorentz (NDR/rbb)
- 2020: ENTHÜLLT – Regie: Kim Frank (Podcast bei RTL+ Musik)[28]
- 2022: Edgar Linscheid und Stuart Kummer: GRЁUL – Die Legende erwacht (WDR)[29]
- 2024: Edgar Linscheid und Stuart Kummer: GRЁUL 2 – Die Legende lebt (WDR)[30]

## Auszeichnungen

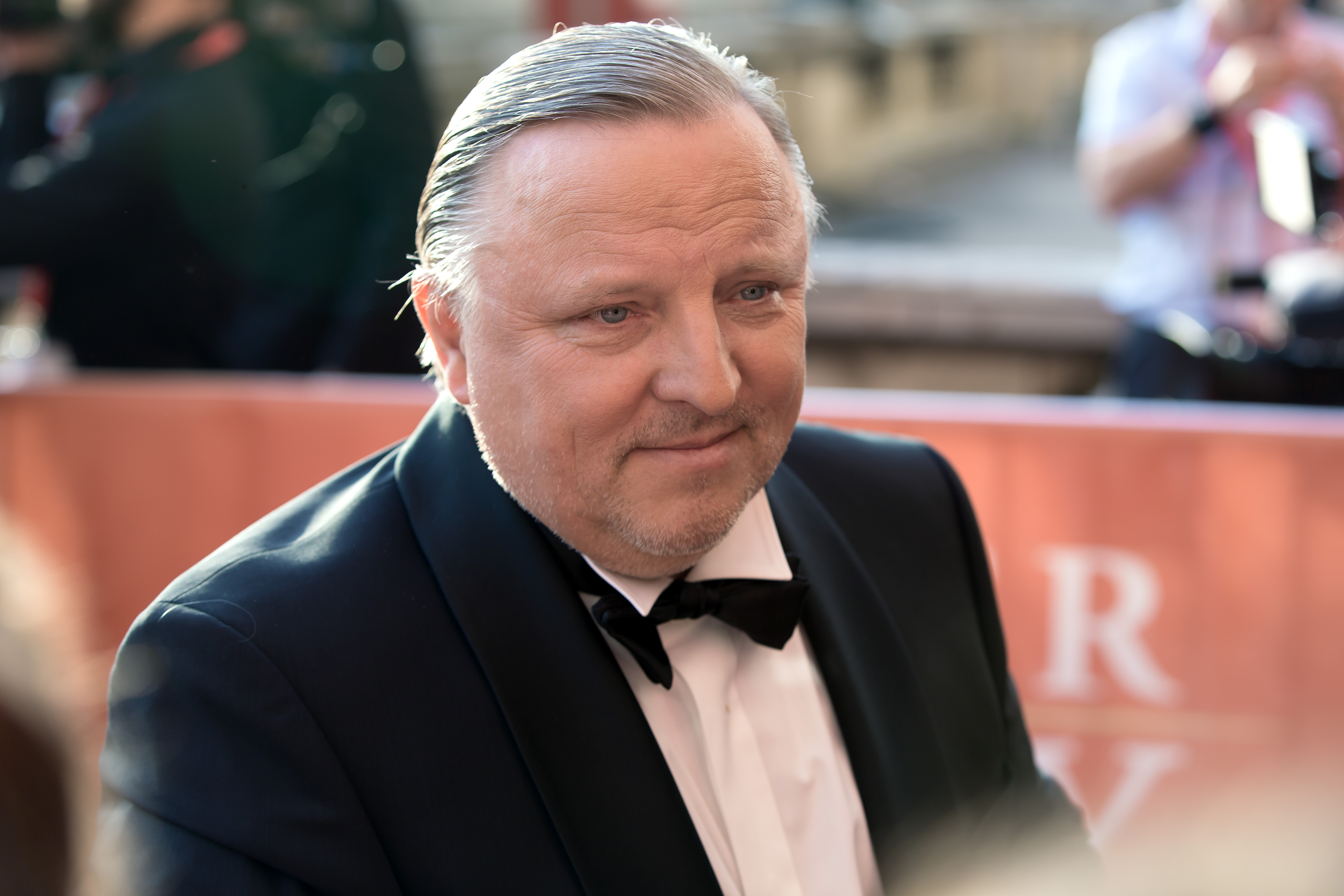
Axel Prahl bei der Romyverleihung in der Hofburg, 2015

1991 Theaterpreis Maske mit Vorhang in Silber https://flensburger-theaterfreunde.de/ueber-uns/kuenstlerpreis/
- 2001: Adolf-Grimme-Preis mit Gold für seine darstellerische Leistung in Die Polizistin
- 2002: Darstellerpreis beim Festival Cinessone (Frankreich), Silver Hugo (Chicago) und Bayerischer Filmpreis für Halbe Treppe
- 2002: Sonderpreis beim Fernsehfilmpreis der Deutschen Akademie der Darstellenden Künste für Die Hoffnung stirbt zuletzt
- 2003: Adolf-Grimme-Preis mit Gold für Die Hoffnung stirbt zuletzt
- 2005: Preis der deutschen Filmkritik für Willenbrock, Titelfigur
- 2011: Goldene Kamera in der Kategorie Leserwahl „Das beste Krimi-Team“ als Ensemblemitglied des Tatort-Teams Münster, gemeinsam mit Jan Josef Liefers
- 2011: Jupiter in der Kategorie Bester TV-Darsteller gemeinsam mit Jan Josef Liefers
- 2011: Goldene Henne in der Kategorie Schauspiel gemeinsam mit Jan Josef Liefers
- 2011: 1Live Krone in der Kategorie Sonderpreis gemeinsam mit Jan Josef Liefers, Klaus J. Behrendt und Dietmar Bär für die Tatort-Reihe des WDR aus Münster und Köln
- 2015: Romy in der Kategorie Beliebtester Schauspieler Serie/Reihe
- 2016: Schwerter Kleinkunstpreis
- 2017: Goldenes Schlitzohr
- 2018:  Deutscher Animationssprecherpreis